# Billy Bowlegs
Billy Bowlegs (Holata Micco, Halpatter-Micco, Halbutta Micco ou Halpuda Mikko en séminole, signifiant « Chef Alligator »), né vers 1810 et mort en 1859, est un chef des Séminoles de Floride pendant les seconde et troisième guerres séminoles contre les États-Unis.